# 福前铁路
福前铁路是位于中国黑龙江省东北部三江平原的一条国有铁路，在双鸭山市集贤县从佳富铁路福利屯站出岔，经红兴隆、建三江农垦局辖域以及富锦市，至同江市前进镇站。福前铁路正线全长226.6千米，是三江平原粮食外运主要通道。由哈尔滨铁路局管理、运营。

## 历史
1970年代初，黑龙江生产建设兵团决定开垦黑龙江、松花江、乌苏里江三江汇流处的亘古荒原，即分属于富锦市、同江市、抚远县、饶河县的三江平原。为此新设了黑龙江生产建设兵团第六师（即现在的建三江农垦局）。为解决开发三江平原的交通问题，加快商品粮基地建设，1972年提出福前铁路修建任务，这是中国第一条支农铁路。1974年3月由交通部第三勘测设计院完成初测（1970年至1975年铁道部合并入了交通部）。由合江地区、黑龙江生产建设兵团、哈尔滨铁路局三方承建。1974年6月部分区段开工。福利屯火車站作为线路起點車站，必须最先开始扩建工程。 1974年底由福利屯站铺轨至新友谊站。1975年全线开工。1975年底铺至漂筏河东岸93公里处。至1975年入冬，工程前期进展顺利，全线路基与涵渠工程基本完成。后因国家投资削减，施工被迫放缓。1976年底铺至富锦站。1977年底铺轨至建三江站。1978年底铺轨至终点前进镇站。1979年以后进行配套整修，1982年全线通车。但长期保持临管运营状态，未正式通过国家验收移交铁道部。

## 扩能改造
2023年2月18日，佳木斯至同江铁路改造工程社会稳定风险分析征求公众意见公示。规划改造佳富线、福前线福利屯至向阳川段及同江线向阳川至同江北段，全长267.012km。本次改建内容包括既有铁路改造工程、病害整治、平交改立交等工程。其中福前线既有车站改造，增开6处会让站；全线提速至120km/h；对全线病害进行整治，全线平改立，达到大修年限设备设施更新改造。

## 技术
全线钢轨种类不一。道床铺石渣占总里程的28％。基本为木枕。1980年代，福前铁路允许时速，福利屯至新友谊为60公里，新友谊至建三江为50公里，建三江至前进镇为40公里。现在全线允许时速60千米。牵引定数：客车700吨，货车2 300吨。